# Орлова Дача (Орловская область)
Орло́ва Да́ча — упразднённый посёлок в Глазуновском районе Орловской области России.
На некоторых современных картах обозначается как урочище Орлова Дача.

## География
Располагался при пруде и при истоке речки Гнилуша близ урочища Орловский лог, в 2,5 км к северу от села Гнилуша.

## История
Первопоселенцы — выходцы из Латышевского хутора (он же — посёлок Хохлы), созданного в 1910 году: «Первый год сеяли все поля сообща, а летом разделили землю согласно тому, кто и за сколько десятин внес аванс. Делили хозяйственные постройки, а потом приступили к строительству своего жилья. Часть переселенцев решила отделиться, и поселилась за лесом, там, где впоследствии вырос поселок Орлова Дача. Туда ушли семьи Кузьменковых, Котьковых и другие — всего семь семей».
Во время Великой Отечественной войны в посёлке Орлова Дача находилась одна из трех известных точек базирования Глазуновского партизанского отряда (две другие находились в совхозе «Тагино» и в деревне Глебово): «Третья точка партизан находилась в хате Прасковьи Андреевны Гущиной, также на краю оврага, в поселке Орлова Дача Гнилушинского сельсовета. В избе под печкой была вырыта землянка с выходом на улицу». Многие жители поселка, как было установлено завучем Гнилушинской школы С. Д. Кузиным, много лет занимавшимся изучением истории Глазуновского партизанского отряда, помогали партизанам, среди них — арестованные за связь с партизанами И. Ф. Бисин, А. Д. Гончарова, И. Груничев, Ф. С. Груничев, С. М. Долягин (связной), Ф. В. Жучкин, Б. В. Карев (повешен в городе Фатеж), Н. М. Леонов, Г. А. Молоканов, а также Е. А. Карев и В. С. Солнцев.
В 1954-56 годов, когда было объявлено об укреплении хозяйств и создании крупных агропоселений, колхоз «14 лет Октября», куда входил хутор Латышевский, был объединён с деревней Подозеренка и посёлком Орлова Дача, впоследствии это хозяйство присоединили к Гнилуше.
Посёлок исчез в начале 1980-х годов. 